# Boatia albertae
Boatia albertae es una especie de coleóptero de la familia Mordellidae. Es la única especie del género Boatia.

## Distribución geográfica
Habita en Ecuador.